# Roberto Cabañas
Roberto Cabañas González (ur. 11 kwietnia 1961 w Pilar, zm. 8 stycznia 2017 w Asunción) – paragwajski piłkarz, środkowy napastnik.

## Życiorys
Urodzony w mieście Pilar Cabañas karierę piłkarską rozpoczął w 1979 roku w klubie Cerro Porteño. Jako gracz klubu Cerro Porteño był w kadrze reprezentacji podczas turnieju Copa América 1979, gdzie Paragwaj zdobył tytuł mistrza Ameryki Południowej. Cabañas zagrał ostatnie 10 minut meczu z Chile, gdzie zastąpił Hugo Talaverę.
W tym samym roku wziął udział w młodzieżowych mistrzostwach świata w 1979 roku, gdzie Paragwaj dotarł do ćwierćfinału. Cabañas zagrał we wszystkich czterech meczach – z Koreą Południową, Portugalią, Kanadą i ZSRR.
Razem z klubem Cerro Porteño wziął udział w turnieju Copa Libertadores 1980, gdzie klub Cabañasa odpadł już w fazie grupowej. W 1980 roku przeniósł się do amerykańskiego klubu Cosmos Nowy Jork, z którym w 1980 i 1982 roku zdobył mistrzostwo USA (North American Soccer League). W 1983 roku wybrany został najlepszym piłkarzem ligi amerykańskiej.
Jako gracz Cosmosu wziął udział w turnieju Copa América 1983, gdzie Paragwaj nie zdołał obronić tytułu mistrza Ameryki Południowej, gdyż w walce o finał odpadł po dwóch remisach z Brazylią na skutek braku szczęścia w losowaniu. Cabañas zagrał w drugim meczu, w którym w 79 minucie otrzymał czerwoną kartkę od argentyńskiego sędziego Arturo Ithurralde.
Razem z kolumbijskim klubem América Cali w 1985 roku zdobył mistrzostwo Kolumbii i dotarł do finału turnieju Copa Libertadores 1985, gdzie jego klub uległ po trzech meczach i rzutach karnych argentyńskiej drużynie Argentinos Juniors Buenos Aires.
Jako piłkarz klubu América Cali wziął udział w eliminacjach do finałów mistrzostw świata w 1986 roku, gdzie zagrał w czterech meczach – dwóch z Kolumbią i dwóch z Chile. Następnie wziął udział w finałach mistrzostw świata w 1986 roku, gdzie Paragwaj dotarł do 1/8 finału. Cabañas zagrał we wszystkich czterech meczach – z Irakiem, Meksykiem, Belgią i Anglią.
W 1986 roku drugi raz z rzędu zdobył tytuł mistrza Kolumbii oraz drugi raz z rzędu dotarł do finału Pucharu Wyzwolicieli (w turnieju Copa Libertadores 1986). Rok później trzeci raz pomógł klubowi América Cali dotrzeć do finału najważniejszego klubowego pucharu Ameryki Południowej (Copa Libertadores 1987).
Wciąż jako gracz klubu América Cali, w którym dorobił się przydomku Mago de Pilar, wziął udział w turnieju Copa América 1987, gdzie Paragwaj odpadł w fazie grupowej. Cabañas zagrał we wszystkich dwóch meczach – z Boliwią i Kolumbią. W 1988 roku wyemigrował za Atlantyk, gdzie początkowo grał we francuskim klubie Brest.
Cabañas wziął udział w nieudanych eliminacjach do finałów mistrzostw świata w 1990 roku, gdzie zagrał w obu meczach z Ekwadorem. W 1990 roku przeniósł się do klubu Olympique Lyon, a w 1991 roku wrócił do Ameryki Południowej, by grać w argentyńskim klubie Boca Juniors. W barwach Boca Juniors zadebiutował 13 września w wygranym 1:0 meczu z Ferro Carril Oeste.
W 1992 roku razem z klubem Boca Juniors zwyciężył w turnieju Copa Master de Supercopa oraz zdobył mistrzostwo Argentyny w turnieju Apertura.
Jako gracz klubu Boca Juniors wziął udział w turnieju Copa América 1993, gdzie Paragwaj dotarł do ćwierćfinału. Cabañas jako kapitan zespołu zagrał we wszystkich czterech meczach – z Chile (zdobył 1 bramkę), Peru, Brazylią i Ekwadorem.
Zagrał także w pięciu meczach w ramach eliminacji do finałów mistrzostw świata w 1994 roku – dwóch meczach z Kolumbią, dwóch meczach z Peru i w jednym meczu z Argentyną.
W 1994 roku przeniósł się na krótko do ekwadorskiego klubu Barcelona SC, po czym jeszcze w tym samym roku wrócił do Boca Juniors, gdzie grał do 1995 roku. Ostatni raz w stroju Boca Juniors wyszedł 10 października w rozegranym w ramach turnieju Supercopa Sudamericana 1995 meczu przeciwko brazylijskiemu klubowi São Paulo. Łącznie w barwach Boca Juniors rozegrał 67 meczów (5010 minut) i zdobył 18 bramek (w tym w lidze argentyńskiej 60 meczów i 15 bramek).
Karierę piłkarską zakończył w 2000 roku w kolumbijskim klubie Real Cartagena.
Cabañas w latach 1979-1993 rozegrał w reprezentacji Paragwaju 28 meczów i zdobył 11 bramek.